# 한소제
한소제는 한국에서 여자로서 의사가 된 초기 인물이다. 또한 한국의  걸 스카우트를 창립했다. 혜화동 주민센터(구 한소제 가옥)은 서울미래유산이다.

## 같이 보기
- 박에스더